# Danny Antonucci
Daniel Edward Antonucci (Toronto, 27 de fevereiro de 1957) é um desenhista de animação, mais conhecido como criador do desenho animado Ed, Edd n Eddy, de 1999 e exibido pelo canal Cartoon Network até a atualidade. De acordo com o autor o desenho surgiu a partir de lembranças e fatos baseados na sua própria infância durante as férias de verão. Também dirigiu um longa-metragem em 1986, intitulado Lupo, The Butcher. Atualmente, ele é casado e tem dois filhos, Tex e Marlowe.

## Vida e carreira
Os pais de Antonucci eram de primeira geração dos italianos, imigrantes para o Canadá. Suas experiências como o filho de pais imigrantes influenciou profundamente seu trabalho posterior.
Antonucci foi fascinado por desenhos animados (e outras animações), como uma criança e passava longas horas desenhando e tentando descobrir como as imagens "se mudou". Ele realizou shows de marionetes para o dinheiro, e fez o seu primeiro desenho animado na tenra idade de 14 anos.
Antonucci participou da Sheridan College of Visual Arts, mas saiu para tomar um trabalho como animador em Produção Canimage, uma divisão da Hanna-Barbera. Ele trabalhou em inúmeros espectáculos, incluindo The Smurfs (Hanna-Barbera series), Scooby-Doo Show e A Comedy Hour Flintstones. Foi no último show que ele trabalhou com Tex Avery.
Com o intuito de passar para Los Angeles em 1984 para encontrar mais trabalho, Antonucci desembarcou em Vancouver, British Columbia. Ele conseguiu um emprego na Rocketship Internacional Ltd. para fazer, animação, curtas-metragens e comerciais de televisão. Sua primeira tentativa foi no curta-metragem, Sandboxland.

## Internacional Rocketship e o trabalho da MTV
O trabalho de Antonucci do primeiro solo foi Lupo the Butcher, produzido por Rocketship Internacional, cerca de um açougueiro de pavio curto que jura a carne que ele está cortando e fica extremamente zangado com os menores erros. Antonucci diz que o curta surgiu da sua própria frustração por ter de trabalhar no filme de crianças por tanto tempo, e tentar sua mão em criar um personagem de pleno direito no filme. O curta-metragem animado exibido em vários festivais na Europa, incluindo o Festival de Berlim, antes de ganhar a atenção nos Estados Unidos em Spike e Festival doente e torcida de Mike de Animação. Durante seu tempo com o cartoon Lupo, mas também os ruídos de ronco para outra charge Rocketship Internacional lançado intitulado "cérebro do cão", que foi escrito pelo colega cartunista J. Falconer.
O caráter 'Lupo' acabou por ser licenciada pelo , empresa de calçados esportivos. Isso levou a um trabalho adicional, incluindo comerciais animados para Levi Strauss & Co. e MTV. Em 1993, ainda trabalhando para Rocketship International, Antonucci fez uma série de comerciais curtos para a MTV que mostrava vários irmãos em um sofá gemendo. MTV encomendou uma série, e The Brothers Grunt começou a ser exibida em agosto de 1994.
Em 01 de abril de 1994, Antonucci iniciou uma empresa de animação chamado A.K.A. Cartoon, que produziu série 'The Grunt Brothers'. Ao todo, 45 episódios de sete minutos foi ao ar antes que a série saiu do ar em 1995.
Antonucci voltou a fazer comerciais. Antonucci trabalhou para a MTV sobre a sua curta duração 'Cartoon Sushi, show em 1997, dirigindo, escrevendo e proporcionando vozes. Ele também foi responsável pela sequência do título do mesmo espetáculo.

## Ed, Edd n Eddy
Sentindo-se classificado como um angustiado, artista 'edgy', Antonucci decidiu produzir um espetáculo animado na televisão para crianças novamente. Ele resolveu, no entanto, garantir que a série seria produzida de um modo semelhante aos desenhos animados clássicos da década de 1940. Antonucci passou meses na concepção visual do espetáculo em um estilo que lembra os antigos United Productions of America (UPA) para desenhos.
Buscando um público tão amplo quanto possível, Antonucci comprou o show da Nickelodeon, que exigiu o controle criativo. Antonucci se recusou a dar-lhe, então ele levou o show para o Cartoon Network, que rapidamente pegou. Cartoon Network também queria Antonucci para lhes mostrar mais de seu trabalho, mas eles decidiram deixar Antonucci ir no seu próprio ritmo.
O show, Ed, Edd n Eddy, que estreou no Cartoon Network, 04 de janeiro de 1999. A premissa é que três meninos pré-adolescentes - chamado Ed, Edd (referido pelos outros personagens da série como "Double D") e Eddy (conhecidos coletivamente como "a Eds") - pendurar ao redor durante o verão em sua bairro suburbano, Peach Creek Estates (em épocas posteriores, fins de verão e eles têm que voltar para sua escola, Peach Jr. Creek High). Liderados pelo Eddy avarento, o Eds outro pego em vários esquemas para ganhar dinheiro com seus pares, para que eles possam obter jawbreakers. Mas Eddy planos costumam falhar, deixando os meninos em apuros vários. Os personagens quase nunca sair do bairro, e os adultos estão longe de ser visto. Armas "pais da EDS, e às vezes sillhouettes, aparecem ocasionalmente em episódios, e pode-se supor que o irmão Eddy, que apppears no final da série, é um adulto. Ocasionalmente, Bem humorado sátira são feitas referências ao Canadá no show, desde estúdios AKA é baseada no Canadá. (Em um episódio, o Eds tropeçar em cima de uma caixa de peru baster s no lixão local, e os peões Eddy-los para as crianças do bairro como "squirtguns canadenses", as respostas que Ed "Os canadenses são estranhos!")
Segundo Antonucci, as parcelas de "Ed, Edd n Eddy" são tomadas a partir de suas próprias memórias da vida suburbana e como era para passar as férias de verão ociosas. Ele descreveu que ele baseou vários personagens de outras crianças que ele conheceu quando criança, como Johnny, que foi baseado em um amigo dele, e Jimmy, que foi inspirado por seu primo. Ele também se baseia várias histórias sobre aventuras seus dois filhos tiveram.
Antonucci é um forte defensor da mão-drawn animação. A animação balançando em 'Ed, Edd n Eddy' é uma homenagem aos desenhos animados desenhados à mão, com um estilo que remete aos desenhos animados da década de 1930 de 1950, o espetáculo utiliza também não se repetem blocos sólidos de cor e linha simples, e pequeno detalhe na obra de arte é mostrada, a menos que seja algo que tem a atenção dos personagens. Em entrevistas, Antonucci diz que isso é porque as crianças raramente prestam atenção aos detalhes.
Ed, Edd n Eddy foi o sexto do Cartoon Network Cartoon. Foi ao ar em 1999 e desde então tem atraído milhões de fãs no mundo inteiro. Originalmente, havia de ser apenas quatro estações, Cartoon Network, no entanto, ordenou mais duas temporadas de "Ed, Edd n Eddy ', elevando o comprimento da série de seis temporadas. Há também três especiais de férias para o Dia das Bruxas, Natal, Dia dos Namorados, um episódio especial alienígena para o evento dos EUA, Cartoon Network Special, e um 2009 filme feito para a TV intitulado Ed, Edd n Eddy: Big Picture Show, na qual o irmão indescritível de Eddy aparece, tornando-se o único adulto que alguma vez apareceu no show. Tendo alcançado a sua conclusão em 2009 com o filme, Ed, Edd n Eddy é o mais antigo desenho original no Cartoon Network. [carece de fontes?]. Embora fosse já bastante popular, que tem atraído um culto enorme seguindo depois Mostrar Ed, Edd n Eddy Big Picture, com muitas pessoas criando paródias do show em muitos sites de compartilhamento como o YouTube. [carece de fontes?]
Há rumores de que Antonucci está trabalhando em duas TV nova animação mostra bem como um filme de terror, mas a partir de fevereiro de 2012, nada ainda foi anunciado. [carece de fontes?].
Em dezembro de 2015 e Fevereiro de 2016, a Página do Facebook da empresa do Danny, A.K.A Cartoon, Publicou duas Fotos de uma de Conceito Original e outra um Animatic de uma Possível Série, como a co-Produção da Wildbrain, Já que Danny Antonucci afirmou que "já estava dando três idéias diferentes para seu primeiro projeto Wildbrain". o Curioso é que Em 11 de junho de 2013, o animador Joe Murray postou uma entrevista curta com Antonucci para sua classe em seu site, e no final escreveu: "Ele está trabalhando atualmente em uma nova série, então rock. O nome do projeto é Snotrocket!!, se planeja em Foco do Cão se encrencando com a travessuras do garoto do seu Pais. em março de 2017 publicou um Piloto mostrando mais detalhes do Desenho.

## Filmografia
- Richie Rich (1980 série de TV) (1980) (Animator)
- Heavy Metal (filme) (1981) (Animator)
- The Smurfs (Hanna-Barbera series) (1981) (Animator)
- Os Flintstones (série de televisão spin-off) (1981-1983) (Animator)
- Scooby-Doo (1980-1981) (Animator)
- Internacional Rocketship Ltd (1984-1994) (animador de Curtas-Metragens)
- Hooray para Sandbox Terra (1984) (animador principal)
- O Coelho de Pelúcia (1985) (Animator)
- Aventura do Chipanzé (1987) (Animator Assistant)
- Lupo, the Butcher (1987) (Diretor, Roteirista, Compositor)
- MTV IDs (1989-1993) (animador principal, Director)
- Depósitos sujos '(1993) (animador)
- The Brothers Grunt (1994-1995) (Criador)
- Pesadelo Lupo (1995) (Roteirista, Diretor)
- Sushi Cartoon (1997) (Animator)
- Ed Edd n Eddy (1999-2009) (Criador, roteirista, diretor)
- Ed, Edd n Eddy: Big Picture Show (2009) (Diretor, Produtor, Roteirista)
- Snotrocket!! (TBA) (Criador, Diretor, Produtor Executivo, Roteirista)